# Emma Goldman
Emma Goldman (født 27. juni 1869 i Kovno i det Russiske Kejserrige (nu Kaunas, Litauen), død 14. maj 1940 i Canada) var en russisk-amerikansk anarkist og kvinderetsforkæmper. Hun rejste som 16-årig til New York med sin søster Lena. Hun blev fængslet i USA 1917 og udvist til Sovjetunionen 1919, som hun forlod 1921 skuffet over det politiske styre.
Emma Goldman har inspireret mange libertære tænkere, blandt andet Anarkafeministerne. Hun blev involveret i anarkistbevægelsen efter Haymarketoptøjerne i 1886 og blev kendt for den energi hun lagde i arbejdet til fordel for arbejderklassen og for sine brandtaler til arbejderne om oprør. Sammen med sin elsker og ven, den anarkistiske forfatter Alexander Berkman, planlagde hun et attentat på den amerikanske industrimand Henry Clay Frick, i 1882. Frick overlevede attentatforsøget, og Berkman og Goldman fik fængselsdomme på henholdsvis 24 og 22 år. Goldman blev i de følgende år fængslet flere gange blandt andet for ulovligt at uddele information om prævention. 